# Lisa Bergström (skådespelare)
Lisa Karin Ingegerd Bergström, under en tid Bergström-Hedlund, född 14 september 1926 i Pargas, Finland, död 2023, var en finländsk-svensk skådespelare.
Lisa Bergström var anställd vid Åbo Svenska Teater i Finland i flera repriser och spelade där bland annat Mary Tyrone i Lång dags färd mot natt i regi av Ralf Långbacka och en av huvudrollerna i Under Åbo broar (1956). Hon kom sedan till Sverige och har medverkat i svensk TV, bland annat som Filifjonkan i TV-serien Mumintrollet från 1969.I Finland arbetade Bergström även vid Lilla Teatern och Svenska Teatern i Helsingfors samt vid Wasa Teater. Hon blev pensionerad från Åbo Svenska Teater 1992.
Hon gifte sig 1948 med skådespelaren Edvin Granell (1920–1959), som var chef för Åbo Svenska Teater, och fick sonen Anders Granell 1949, också han skådespelare. Åren 1964–1978 var hon sedan gift med skådespelaren Roland Hedlund (1933–2019).

## Filmografi i urval
- 1964 – Kattorna (TV-film)
- 1968 – Fysikerna (TV-serie)
- 1969–1970 – Mumintrollet (TV-serie)
- 1986 – Den förtrollade vägen (TV-serie)
- 1989 – Tjurens år (TV-serie)